# Viktor Konovalenko
Viktor Sergejevitj Konovalenko, född 11 mars 1938, död 20 februari 1996, var en sovjetisk ishockeymålvakt, aktiv från 1955–1972.

## Karriär
Konovalenko var en av de nyckelspelare som stod bakom det sovjetiska ishockeylandslagets snarast totala dominans under 1960-talet. Med den 168 cm långe Konovalenko i målet vann Sovjet VM-guld varje år från 1963–1968 samt åren 1970 och 1971. I den klassiska förlustmatchen mot Sverige i VM i Stockholm 1970 skadades Konovalenko under matchen varvid reservmålvakten och tronföljaren Vladislav Tretjak fick förtroendet. Sverige vann denna match med 4–2. Konovalenko blev samma år utsedd till världens bäste ishockeyspelare. 
Konovalenko spelade för klubblaget Torpedo Nizjnij Novgorod hela sin aktiva karriär, 1955-1972.